# 名曲喫茶

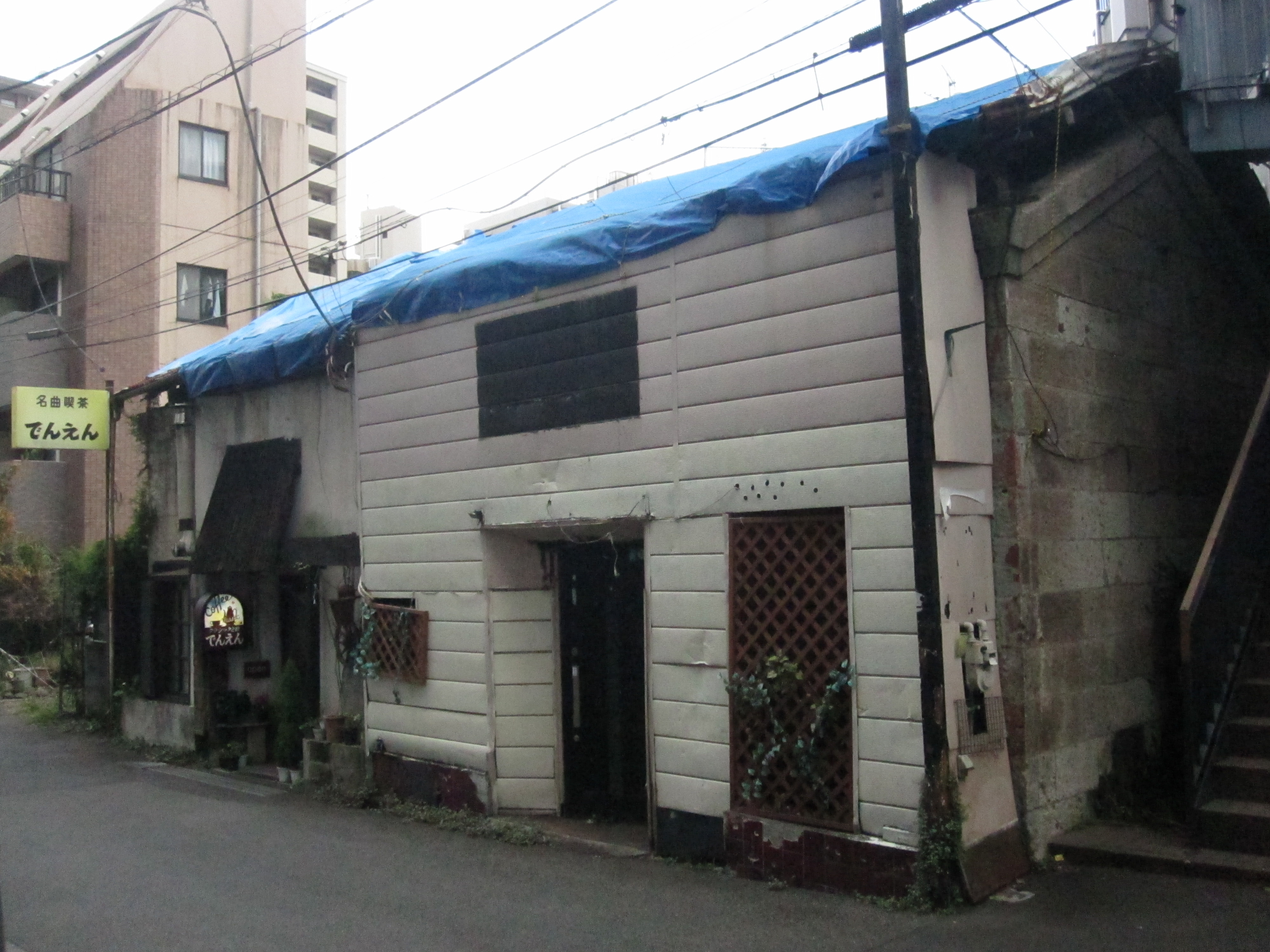
名曲喫茶の一例。東京都国分寺市の「でんえん」。

名曲喫茶（めいきょくきっさ）は、喫茶店やカフェの業態のひとつ。店内に設置した音響機器によりクラシック音楽のレコードを再生し、コーヒーや軽食とともに音楽鑑賞の場を客に提供するものを指す。店内に静粛さが求められることから、酒類を提供しない純喫茶の業態をとることが多い。

## 概要
日本においては第二次世界大戦後に流行し、コンポーネントステレオやクラシックのレコードが高価で個人購入が難しかった1950年代から登場し、1960年代に全盛期を迎え各地に開店した。またこの時代にはジャズ喫茶や歌声喫茶など音楽と結びついた喫茶店の業態が流行し、単に音楽鑑賞の場を提供するに留まらず、人々の出会いや文化を生み出す場としても機能していた。
高度経済成長を経て、1970年代以降は一般家庭にもレコードプレーヤーが普及し、安価なミニコンポやラジカセなどの音楽再生機器が広く流通したことで、1980年代以降は店舗が急減しめったに見かけなくなった。
現在も営業を続けている店舗もあり、音響機器にこだわり高級オーディオを備える店もある。2000年代以降はインターネットの普及に伴い、かつての音楽鑑賞の場というより、昭和の文化を味わえる老舗の「レトロ喫茶」として再注目されるようになった。

## 主な店舗

### 営業中
- 名曲喫茶ライオン - 東京都渋谷区
- 名曲喫茶らんぶる - 東京都新宿区
- 新宿スカラ座 - 東京都新宿区→長野県軽井沢町へ移転。
- 名曲喫茶麦 - 東京都文京区
- 名曲喫茶ヴィオロン - 東京都杉並区
- 名曲喫茶ルネッサンス - 東京都杉並区
- 名曲喫茶ネルケン - 東京都杉並区
- 名曲喫茶ミニヨン - 東京都杉並区
- でんえん - 東京都国分寺市
- バロック - 東京都武蔵野市
- 柳月堂 - 京都府京都市左京区
- 名曲喫茶時の回廊 - 岡山県倉敷市

### 営業終了
- 名曲喫茶ウィーン（北海道旭川市）
- クレモナ（北海道札幌市北区）
- 音楽喫茶田園（仙台市青葉区一番町）
- ウィーン（東京都千代田区・御茶ノ水）
- ウィーン（東京都新宿区・四谷）四谷三栄町
- らんぶる（東京都新宿区・歌舞伎町）
- 喫茶・丘（東京都千代田区・御茶ノ水）
- デュエット（東京都千代田区・富士見）
- 名曲と珈琲・神田白十字（東京都千代田区・西神田）
- 風月堂（東京都新宿区）
- 喫茶ヴェルテル（東京都新宿区・新宿）
- あらえびす（東京都新宿区・高田馬場）
- KANON（東京都渋谷区・道玄坂）
- 名曲喫茶クラシック - 東京都中野区 → 名曲喫茶ルネッサンスとして移転再開。
- コンサートホール（東京都豊島区・池袋）
- バッハ（東京都世田谷区・経堂）
- こんつぇると（東京都武蔵野市・吉祥寺、プチロード）
- 第九茶房（東京都三鷹市）
- ジュピター（東京都国立市）
- 名曲喫茶みゅーず（京都府京都市下京区西木屋町四條上ル）2006年閉店
- シンフォニー（京都府京都市左京区岡崎）
- スパニョラ（大阪市北区、大阪駅前第3ビル地下2階)
- ムジカ（大阪市・堂島、神戸市・元町）
- アマデウス（神戸市・元町）
- ん（神戸市中央区・北野坂）
- 喫茶 東京（岡山県岡山市北区田町）
- シャコンヌ（福岡県福岡市博多区）2008年2月閉店